# Addison (Vermont)
Addison és una població dels Estats Units a l'estat de Vermont. Segons el cens del 2000 tenia 1.393 habitants.

## Demografia
Segons el cens del 2000, Addison tenia 1.393 habitants, 494 habitatges, i 402 famílies. La densitat de població era de 12,9 habitants per km².
Dels 494 habitatges en un 39,3% hi vivien nens de menys de 18 anys, en un 73,7% hi vivien parelles casades, en un 5,1% dones solteres, i en un 18,6% no eren unitats familiars. En el 14,2% dels habitatges hi vivien persones soles el 5,9% de les quals corresponia a persones de 65 anys o més que vivien soles. El nombre mitjà de persones vivint en cada habitatge era de 2,82 i el nombre mitjà de persones que vivien en cada família era de 3,1.
Per edats la població es repartia de la següent manera: un 28,6% tenia menys de 18 anys, un 5,1% entre 18 i 24, un 29,4% entre 25 i 44, un 26,6% de 45 a 60 i un 10,3% 65 anys o més.
L'edat mediana era de 36 anys. Per cada 100 dones de 18 o més anys hi havia 99,2 homes.
La renda mediana per habitatge era de 45.063 $ i la renda mediana per família de 48.696 $. Els homes tenien una renda mediana de 31.328 $ mentre que les dones 25.602 $. La renda per capita de la població era de 18.000 $. Entorn del 2,9% de les famílies i el 4,8% de la població estaven per davall del llindar de pobresa.

## Fills il·lustres
- Silas G. Pratt (1846-1916), compositor musical.